# رودريغو روشي
رودريغو روشي (بالإسبانية: Rodrigo Roach)‏ هو عداء سريع تشيلي، ولد في 12 أكتوبر 1972.

## وصلات خارجية
- رودريغو روشي على موقع الاتحاد الدولي لألعاب القوى (الإنجليزية)
- رودريغو روشي على موقع أوليمبيديا (الإنجليزية)